# Neastacilla tattersalli
Neastacilla tattersalli är en kräftdjursart som beskrevs av Lew Ton och Gary C.B. Poore 1986. Neastacilla tattersalli ingår i släktet Neastacilla och familjen Arcturidae.
Artens utbredningsområde är havet kring Nya Zeeland. Inga underarter finns listade i Catalogue of Life.